# Esquel Airport
Esquel Airport (franska: Aéroport d'Esquel) är en flygplats i Argentina.   Den ligger i provinsen Chubut, i den sydvästra delen av landet, 1 400 km sydväst om huvudstaden Buenos Aires. Esquel Airport ligger 798 meter över havet.
Terrängen runt Esquel Airport är varierad. Närmaste större samhälle är Esquel, 14,6 km väster om Esquel Airport.
Omgivningarna runt Esquel Airport är i huvudsak ett öppet busklandskap. Runt Esquel Airport är det mycket glesbefolkat, med 3 invånare per kvadratkilometer.